# Ли, Стюарт
Стюарт Ли (англ. Stewart Lee; род. 5 апреля 1968, Веллингтон) — английский комик, сценарист, писатель, режиссёр и музыкант.

## Биография
Ли родился в Веллингтоне, графство Шропшир, у него двое детей.
Ли является сторонником Британской гуманистической ассоциации, а также почётным жителем графства Шропшир. Он был усыновлен и вырос в Бирмингеме в Уэст-Мидлендс.
В 2006 женился на Бриджит Кристи, которая является ассоциированным членом Национального светского общества.

## DVD релизы
| Название                                        | Год выпуска | Компания         |
| ----------------------------------------------- | ----------- | ---------------- |
| Стэндап Комик                                   | 2005        | 2 entertain      |
| Комик из 90-х                                   | 2006        | Go Faster Stripe |
| 41-й в списке лучших комиков всех времен        | 2008        | Real Talent      |
| Если ваш комик слишком крепкий, требуйте замены | 2010        | Comedy Central   |
| Мир Остатков Ковров                             | 2012        | Comedy Central   |
| Стюарт Ли: Поставщик Контента                   | 2019        | BBC              |